# Frédéric de Lafresnaye
Nöel Frédéric Armand André de Lafresnaye (24 de juliol de 1783 - 14 de juliol de 1861) fou un ornitòleg i col·leccionista francès.
Va néixer en una família aristocràtica al Chateau de La Fresnaye, al municipi de Falaise (Normandia). Primer es va interessar per l'entomologia. Després d'adquirir una col·lecció d'aus europees va dirigir la seva atenció a l'ornitologia. Lafresnaye va descriure diverses espècies d'ocells, algunes amb Alcide d'Orbigny. Va acumular una col·lecció de més de 9000 aus i 25.000 closques i petxines així com una biblioteca de set cents obres. Després de la seva mort, el col·leccionista nord-americà Henry Bryant va comprar la col·lecció ornitològica en una subhasta i donar-la a la Boston Natural History Society. Des del 1914 es troba al Museu de Zoologia Comparada de la Universitat Harvard.
El picotet de Lafresnaye (Picumnus lafresnayi), el llenyataire de Lafresnaye (Xiphorhynchus guttatus guttatoides) i el vanga de Lafresnaye (Xenopirostris xenopirostri) són ocells que porten el seu nom.
Obra destadaca
- Essai d'une nouvelle manière de grouper les genres et les espèces de l'ordre des passereaux (Passeres L.) d'après leurs rapports de moeurs et d'habitation (en francès).  Falaise - París: Brée - Meilhac, 1838, p. 25.